# Nationalsozialistisches Fliegerkorps

banderí dels NSFK.

El Cos Nacional Socialista (en alemany: Nationalsozialistisches Fliegerkorps; NSFK) va ser una organització paramilitar del Partit Nazi que va ser fundada a principis de 1930, durant els anys en què LA força aèria alemanya va ser prohibida pel Tractat de Versalles. L'organització es basa estretament en l'organització de la Sturmabteilung (SA) i mantenia un sistema de rangs paramilitar associat amb l'SA. Un grup similar va ser el motor del Cos Nacional Socialista.
Durant els primers anys de la seva existència, la NSFK impartir capacitació de l'aviació militar a planejadors i avions privats. Quan l'Alemanya nazi van formar la Luftwaffe, molts membres de NSFK foren transferits. Com tots els membres abans d'aquesta NSFK també eren membres del partit nazi, el que va donar la nova Luftwaffe nazi mantenir una sòlida base ideològica, en contrast amb les altres branques de l'exèrcit alemany, que es componia de la "Vella Guàrdia" i agents de l'aristocràcia alemanya.
El Cos Nacional Socialista Flyers continuar existint després que la Luftwaffe fos fundada, però en un grau molt menor. Durant la Segona Guerra Mundial, el NSFK porta a terme principalment els drets de defensa aèria com la reserva de servei d'anti-aeri.